# 砾沙早熟禾
砾沙早熟禾（学名：Poa sabulosa）为禾本科早熟禾属下的一个种。